# Yukarıdağdere, Honaz
Yukarıdağdere là một xã thuộc huyện Honaz, tỉnh Denizli, Thổ Nhĩ Kỳ. Dân số thời điểm năm 2010 là 195 người.